# Champ ultra-profond de Hubble
Pour les articles homonymes, voir Liste des champs profonds et UDF.

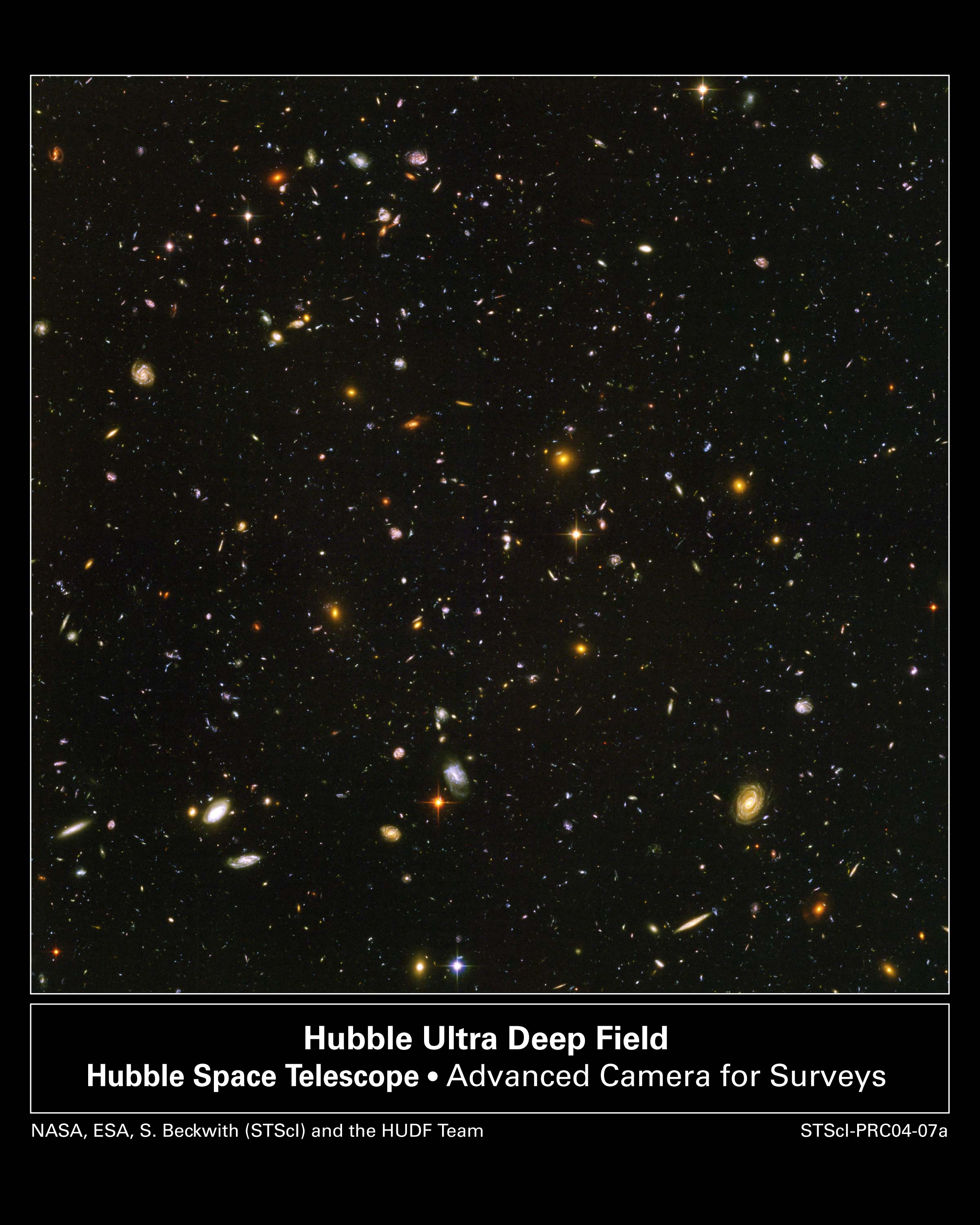
Cette image de haute résolution du HUDF montre des galaxies d'âge, de forme et de couleurs variés. Les galaxies les plus petites et les plus rouges (environ 100) sont les galaxies les plus lointaines ayant été observées par un télescope optique. Elles existaient quand l'Univers avait juste 800 millions d'années.

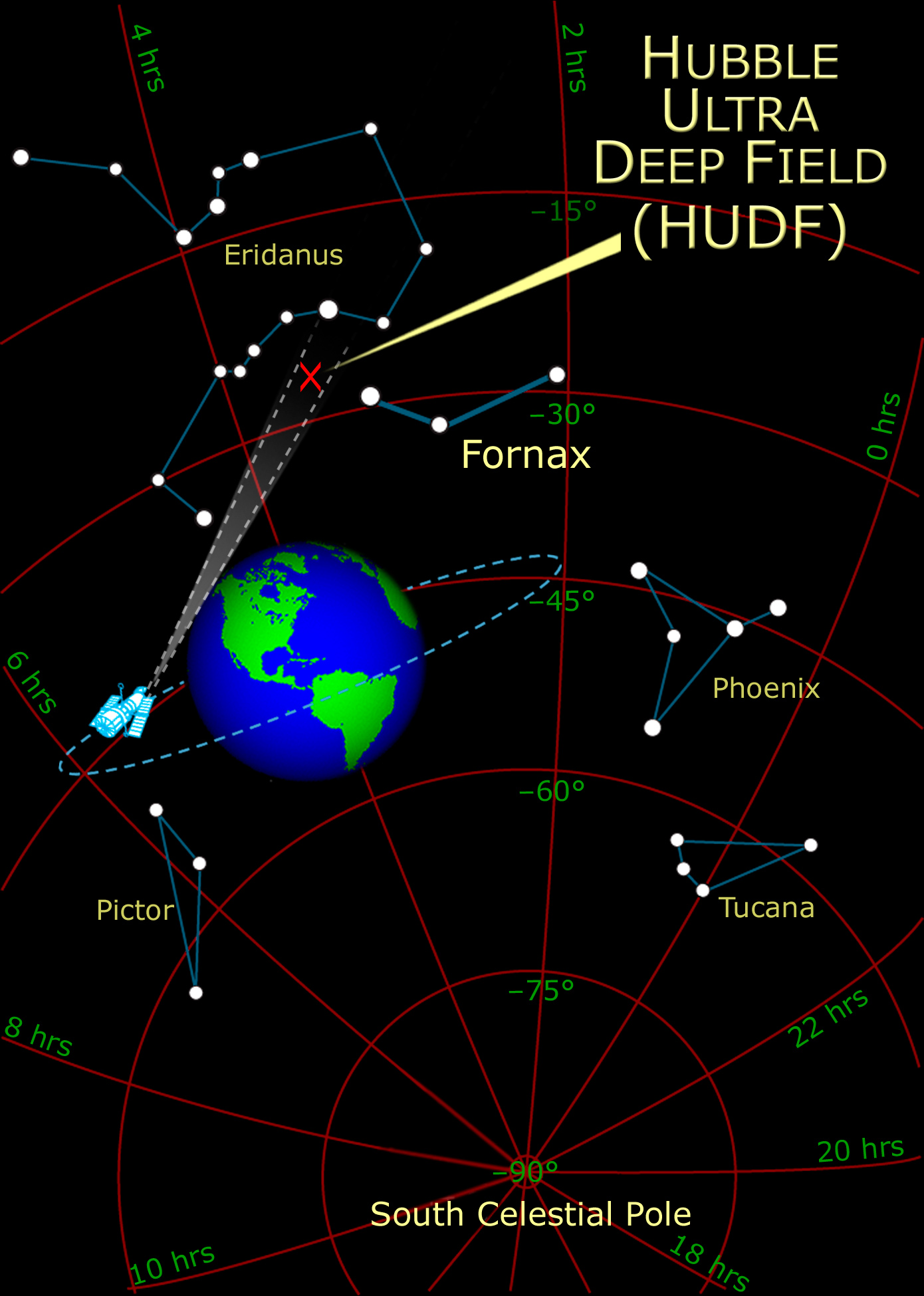
Champ de vision pour ces photos.

Le champ ultra-profond de Hubble, ou HUDF (de l'anglais Hubble Ultra Deep Field), est une photographie d'une petite partie de la région de l'hémisphère sud de la sphère céleste située dans la constellation du Fourneau. La photographie est le résultat d'une accumulation de données recueillies par le télescope spatial Hubble entre le 24 septembre 2003 et le 16 janvier 2004 et totalisant près de 1 million de secondes de temps d'exposition réparties en séquences typiques de 1 200 secondes.
Le champ très profond de Hubble fait suite au champ profond de Hubble (HDF) pris en 1995 dans la région de la Grande Ourse.
Sa taille apparente est équivalente à celle d'un carré de 1 mm de côté vu à une distance de 1,4 mètre, soit un côté de largeur angulaire 0,71 mrad, ou 2,45′, ou 0° 2′ 27,3″.

## Mises à jour du champ ultra-profond
De nouvelles données infrarouges prises par la caméra à grand champ Wide Field Camera 3 permettent en 2009 d'affiner les données du champ ultra-profond. En 2014, le champ est à nouveau mis à jour avec des observations en ultraviolets.
L'utilisation du spectrographe MUSE a permis de découvrir dans cette zone des filaments et des galaxies naines de la toile cosmique,.